# Seznam letišť v Chorvatsku

Mapa s letišti v Chorvatsku

Seznam letišť v Chorvatsku seřazený podle místa.
| Místo             | ICAO | IATA | Název letiště                     |
| Brač              | LDSB | BWK  | Letiště Bol                       |
| Dubrovník         | LDDU | DBV  | Letiště Dubrovník                 |
| Osijek            | LDOS | OSI  | Letiště Osijek                    |
| Pula              | LDPL | PUY  | Letiště Pula                      |
| Rijeka            | LDRI | RJK  | Letiště Rijeka                    |
| Split             | LDSP | SPU  | Letiště Split                     |
| Zadar             | LDZD | ZAD  | Letiště Zadar                     |
| Záhřeb            | LDZA | ZAG  | Letiště Záhřeb                    |
| Sportovní letiště |      |      |                                   |
| Čepin             | LDOC |      | Sportovní letiště Čepin           |
| Čakovec           |      |      | Sportovní letiště Čakovec         |
| Ivanić Grad       |      |      | Sportovní letiště Ivanić          |
| Koprivnica        |      |      | Sportovní letiště Koprivnica      |
| Mali Lošinj       |      |      | Sportovní letiště Lošinj          |
| Otočac            |      |      | Sportovní letiště Otočac          |
| Rijeka            | LDRG |      | Sportovní letiště Grobničko Polje |
| Sinj              |      |      | Sportovní letiště Sinj            |
| Slavonski Brod    |      |      | Sportovní letiště Slavonski Brod  |
| Varaždin          | LDVA |      | Sportovní letiště Varaždin        |
| Vrsar             |      |      | Sportovní letiště Vrsar           |
| Lučko             |      |      | Sportovní letiště Lučko           |
| Vojenské letiště  |      |      |                                   |
| Zaton             |      |      | Sepurine training base            |
| Udbina            | LDZU |      | Letiště Udbina                    |